# Carlos Evrat
Carlos Evrat (hijo) fue un funcionario argentino, que se desempeñó como secretario y gobernador interino del Territorio Nacional de Río Negro entre 1916 y 1920.

## Carrera
Desde 1914 se desempeñó como secretario de la gobernación del Territorio Nacional de Río Negro.
En 1916, tras la asunción del presidente Hipólito Yrigoyen y la cesantía del anterior gobernador Pedro A. Serrano, no se designó a un sucesor. De esta manera, el secretario Evrat quedó como gobernador interino de Río Negro hasta 1920, cuando fue designado oficialmente Víctor M. Molina. Evrat renunció ese año tras enfrentarse al gobierno nacional, cuando a través del Ministerio de Justicia e Instrucción Pública se intentó designar jueces de paz por encima de las atribuciones del gobernador del territorio. Paralelamente, Serrano había intentado su designación para un nuevo período como gobernador, con apoyo de los pobladores del interior rionegrino y de los medios de comunicación.
En 1917, se inauguró la Escuela Normal de Viedma con profesores salesianos. Al año siguiente, los departamentos de General Roca y El Cuy, fueron reincorporados oficialmente a Río Negro, tras un intento del gobierno nacional de transferirlos al Territorio Nacional del Neuquén.